# Вид

Співвідношення основних таксономічних рангів

Вид (лат. species) — одна з головних одиниць біологічної класифікації, таксономічна категорія. Зазвичай, вид є якісно відокремленою формою живих істот, основною одиницею еволюційного процесу. Стосовно організмів, що розмножуються статевим шляхом, вид зазвичай визначається як група організмів, які здатні до продукування життєздатного і плодючого потомства шляхом схрещування. В організмів з безстатевим розмноженням, ситуація з визначенням цього поняття ускладнюється, і вид визначають на підставі схожості фенотипових ознак та гомології геномів.

## Концепції виду
Справді, всі головні концепції виду, розроблені для організмів зі статевим розмноженням (насамперед, хребетні тварини і квіткові рослини), та поза цими групами концепції виду є надзвичайно хиткими і вимагають окремих групоспецифічних тлумачень (а таких груп — до 90 % наявного різноманіття живих організмів). Проте, у кожному разі видове різноманіття є основним рівнем диференціації живого.
З огляду на різноманіття форм диференціації живого та розмаїтість підходів до аналізу цієї багатоманітності, розрізняють низку різних концепцій виду, серед яких можна назвати морфологічну, біологічну, філогенетичну, ампліфікаційну, розпізнавальну, генетичну та інші. Найпоширенішою, хоча й найбільш суперечливою, є біологічна концепція, яку ще називають репродуктивною (формування генетично диференційованих і репродуктивно ізольованих популяцій, що здатні до симпатрії і вільно схрещуються тільки всередині себе).

### Становлення терміна

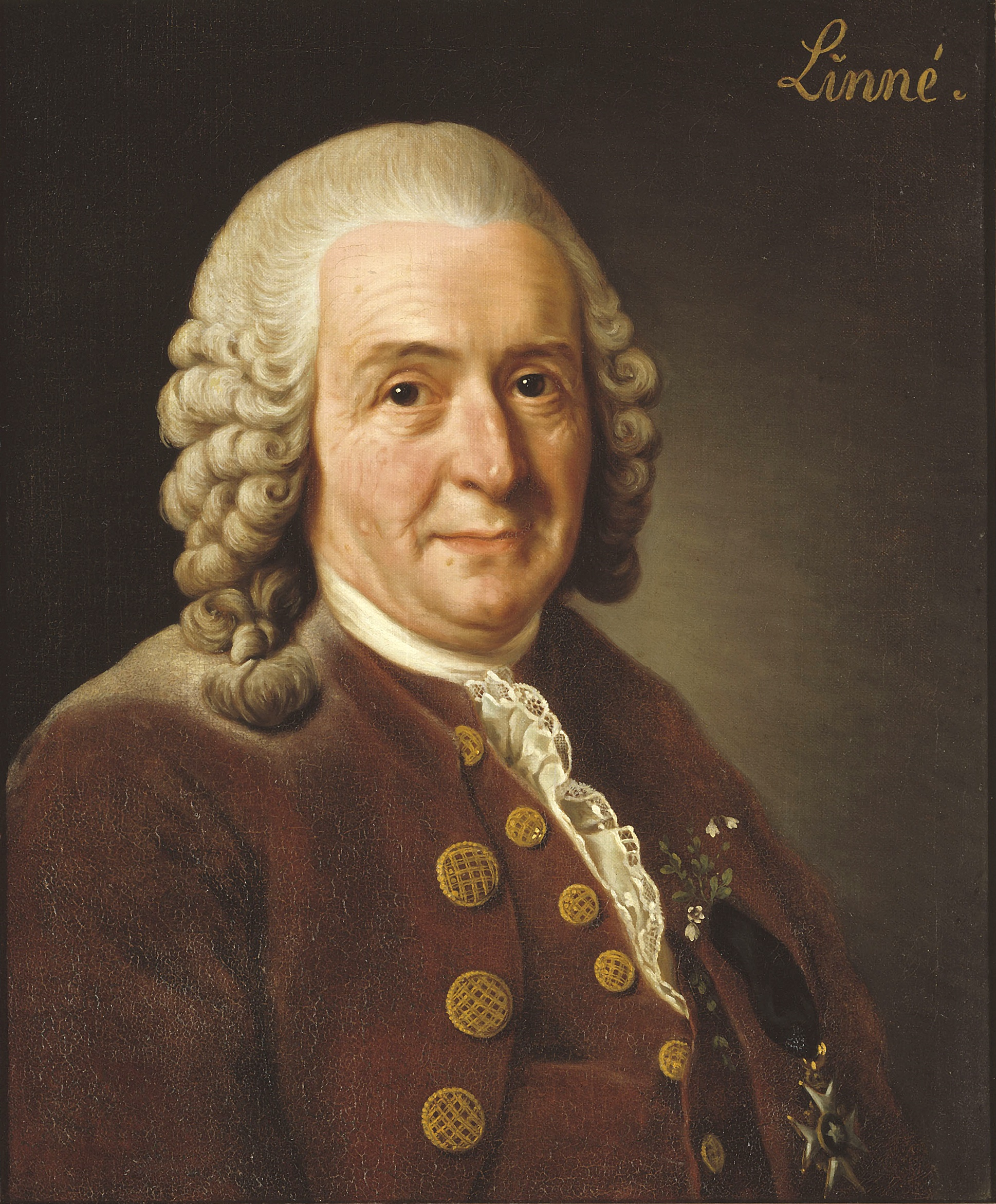
Карл Лінней у 18 столітті ввів поняття біологічного виду

До кінця 17 століття відбулося накопичення відомостей про різноманіття форм тварин і рослин. Це призвело до уявлення про вид як про цілком справжню групу особин, схожих одна на одну приблизно так само, як походять один на одного члени окремої сім'ї, і відмітних від інших таких самих груп особин. Видом вважалися, наприклад, вовк, лисиця, ворона сіра, галка, дуб, береза, пшениця, овес тощо.
Зростання числа описуваних видів вимагало стандартизації їхніх назв і побудови ієрархічної системи і більших систематичних одиниць. Основна робота в цьому напрямку — «Система природи» (1735) шведського натураліста Карла Ліннея, в якій закладено основи сучасної систематики тварин і рослин. Лінней об'єднав близькі види в роди, а подібні роди — в ряди та класи, запровадив для позначення виду подвійну латинську номенклатуру (так звану, бінарну номенклатуру), в котрій кожен вид позначається назвою роду і наступною за нею видовою назвою. Наприкінці 18 століття систему Ліннея прийняли більшість біологів у світі.
У першій половині 19 століття французький науковець Жорж Леопольд Кюв'є розробив поняття типів будови, після чого тип як вищий таксон, тобто вища систематична категорія, був введений до «ліннеївської» системи. У цей самий час, почали складатися уявлення про зміну виду в ході розвитку живої природи. У підсумку, з'явилася еволюційна теорія Чарлза Дарвіна, викладена у його роботі «Походження видів шляхом природного добору» (див. також дарвінізм), яка показала свою необхідність для побудови природної філогенетичної системи, неодмінність умови виходити зі спадкоємності генетичного зв'язку між формами живих організмів.
До кінця 19 століття накопичено великий матеріал із внутрішньовидової географічної мінливості і введено поняття підвидів. Накопичення кількості описаних видів і підвидів тварин, рослин і мікроорганізмів (до середини 20 століття воно перевищило два мільйони) призвело, з одного боку, до «дроблення» виду та опису будь-яких локальних форм як виду, з другого боку, — почали «укрупнювати» вид, описуючи як вид групи або ряди географічних рас (підвидів), що утворюють сукупність явно родинних і зазвичай, пов'язаних один з одним переходами форм. Внаслідок цього, в систематиці з'явилися поняття «дрібних» видів — жорданонів (за ім'ям французького ботаніка Алексіса Жордана), «великих» видів — ліннеонів (за ім'ям Карла Ліннея). Серед останніх, почали розрізняти монотипний і політипний види (решта складається з ряду підвидів).

## Властивості
Традиційне визначення виду: вид — сукупність особин з такими властивостями:
- Здатних до схрещування з утворенням плідного потомства.
- Таких, що населяють чітко визначений ареал.
- Тих, яким притаманна низка спільних морфологічних та фізіологічних ознак та типів взаємовідношень з біотичним та абіотичним середовищем.
- Відділена від інших подібних груп майже повною відсутністю гібридних форм.

## Критерії виду
- Морфологічний — сукупність подібностей особин виду за будовою. До нього відносять усі матеріальні структури: від хромосом до особливостей будови органів та їхніх систем.
- Фізіологічний — подібність або відмінність у процесах життєдіяльності особин одного чи різних видів.
- Біохімічний — особливості хімічного складу та перебігу певних біохімічних реакцій, притаманні для особин певного виду.
- Географічний — полягає в тому, що популяції кожного виду заселяють певну частину біосфери (ареал), яка відрізняється від ареалів близьких видів, і площа та контури ареалів є видовою ознакою.
- Екологічний — охоплює всі критерії, оскільки популяції кожного виду мають свою екологічну нішу в біогеоценозі.
- Генетичний — полягає у схожості ДНК окремих представників або груп особин.
- Цитологічний — стосується вивчення каріотипів організму певного виду.
- Етологічний — зводиться до вивчення особливостей поведінки тварин певного виду.
- Історичні — види, які не розрізняються за загальноприйнятими в діагностиці певної систематичної групи макроморфологічними критеріями, проте відрізняються за всіма іншими ознаками, відносяться до видів-двійників.

## Характеристика
Біологічний вид, що задовольняє наведеним критеріям, водночас є:
- Основною структурною одиницею в системі живих істот
- Якісним етапом біологічної еволюції
- Основною таксономічною одиницею в біологічній класифікації

Основні таксономічні ранги (категорії) обов'язково присутні в класифікації будь-якого організму, і є такими:
- Домен (domain)
- Царство (regnum)
- Тип (phylum) (для тварин) або Відділ (division) (для рослин, бактерій, архей та грибів)
- Клас (classis)
- Ряд (ordo) (для тварин) або Порядок (для рослин та інше)
- Родина (familia)
- Рід (genus)
- Вид (species)

## Підвидові структури
В межах виду розрізняють підвиди, раси, екотипи, популяції та мікропопуляції.

## Статистика

Концепція кладистичного або філогенетичного виду полягає в тому, що вид — це найменша лінія, яка відрізняється неповторним набором генетичних або морфологічних ознак. Жодних вимог щодо репродуктивної ізоляції не робиться, що робить цю концепцію корисною також у палеонтології, де доступні лише викопні докази.

Кількість описаних видів живих організмів на Землі складала станом на 2011 рік, приблизно 1,7 мільйона, у тому числі: хребетні тварини — 64 тисячі видів, безхребетні тварини — 1,3 мільйони видів, рослини (так само, червоні та зелені водорості) — 308 тисяч видів, гриби (разом з лишайниками) — 48 тисяч видів (за іншими даними — близько 100 тисяч видів):
Група організмів — Число описаних видів (2011), тис.:
- Ссавці — 5,5
- Птахи — 10,1
- Плазуни — 9,4
- Земноводні — 6,8
- Риби — 32,1
- Комахи — понад 1000
- Павукоподібні — 102,2
- Молюски — 85
- Ракоподібні — 47
- Коралові поліпи — 2,2
- Інші тварини — 68,8
- Покритонасінні — 268
- Голонасінні — 1,1
- Судинні спорові — 12
- Мохоподібні — 16,2
- Червоні та Зелені водорості — 10,4
- Лишайники — 17
- Гриби — 31,5
- Бурі водорості — 3,1

## Зникаючі види
Основна стаття: Види під загрозою вимирання
Вимирання стається, коли гине остання особина даного виду, але вона могла бути вимерлою раніше. Вважається, що майже 99 % з 5 мільярдів видів, які коли-небудь населяли Землю, вимерли. Деякі загинули під час масових вимирань (наприклад, наприкінці пермського, тріасового та крейдового періоду), викликаних різними причинами: вулканічна активність, зміна клімату та зміни хімічного складу океанів й атмосфери. Вони мали помітний вплив на екологію, повітря, земну поверхню та води. Іншою формою вимирання є «проковтування» одного виду іншим, шляхом гібридизації.
Зникаючі види (Endangered species, EN) — це біологічні види, які схильні до загрози вимирання через свою ризиково малу чисельність або вплив певних чинників довкілля. У багатьох країнах є закони, що забезпечують захист цих видів: наприклад, заборона полювання, обмеження освоєння земель або створення заповідників чи відновлення кількості рідкісних тварин в зоопарках. Водночас, лише деякі види які схильні до загрози вимирання, отримують юридичний захист. Більшість же видів вимирають, чи можливо зникнуть, не отримавши відгуку суспільства.

## Паравидові та інші суміжні визначення
- клепто́н — вид, репродукція якого підтримується за рахунок суміжних видів; фактично гібридогенний комплекс, який може існувати за умови наявності одного з батьківських видів.
- сингамеон
- сувиддя
- гібрид
- барамін